# Saint-Babel
Saint-Babel är en kommun i departementet Puy-de-Dôme i regionen Auvergne-Rhône-Alpes i centrala Frankrike. Kommunen ligger i kantonen Issoire som tillhör arrondissementet Issoire. År 2022 hade Saint-Babel 942 invånare.

## Befolkningsutveckling
Antalet invånare i kommunen Saint-Babel
| Referens: INSEE |